# Глянець
Гля́нець (від нім. Glanz — «блиск») — оптична властивість, яка вказує на те, наскільки добре поверхня відбиває світло в дзеркальному напрямку. Це один з важливих параметрів, що використовуються для опису зовнішнього вигляду об'єкта. Прикметник «глянцевий» протиставляється «матовому». 
Для створення ефекту глянцю на папері використовують тонке полімерне покриття. Зазвичай, його наносять на крейдований папір.
Ступінь глянцю для фарби вимірюють по шкалі від 0 до 100, де 100 — відбиваюча здатність скла. Власне глянцевою називається фарба, ступінь глянцю якої більше 60-80 (за різними шкалами), а напівглянцевою — більше 30-40. Європейські стандарти EN 13300:2023 і ISO 2813:201 визначають ступінь глянцю через вимірювання рефрактометром під кутами 20°, 60° і 85° до поверхні. Фарба найвищого класу глянцевості G1 має значення рефрактометра вище 60 при куті 60°.